# Ördög Balázs
Jenőfalvi lófő Balás Mihály vagy Ördög Balázs, néhol pedig Székely Balázs (Csíkjenőfalva, 1575 körül – Csíkjenőfalva, 1645 körül) székely szabadságharcos.

## Családja
Régi székely család leszármazottja. Ősei feltehetőleg a három székely nemzetség tisztségviselő rendjébe tartozó hat nem közül a Jenő tagjai voltak, akiknek a Balási ága először Sepsiszéket telepítette be, de a 16. században már számos Balással lehet találkozni Csíkszékben is.
A jenőfalvi Balások (kiejtése: Balázsok) között Balás Benedek lófő Jenőfalván lakott 1569–ben. Neve mellett „n.” van feltüntetve, ami azt jelenti, hogy vagy nem tudott kellő felszereléssel megjelenni a hadi szolgálaton, vagy egyéb okból hiányzott (n= non-solvit; valószínűleg egy korábbi ütközetből hadirokkantként tért haza). Három évvel korábban ugyanis, 1566-ban hat székely széki lófő és főemberek azt kérték II. János magyar királytól, hogy a mustrákon elégtelen hadi felszereléssel megjelenő lófők állapotukban megtartassanak, akkor is, ha egy ideig gyalog kénytelenek szolgálni.
Balás Benedek fia, Balás János gyalogos fiatalabb testvére lehet a jenőfalvi Balás Mihály, aki gyermekkora óta mint Lázár Farkas csíkszenttamási primor „haszontalan” szolgája tűnt fel 1590 körül. Az 1599-es Szeben melletti csata idején, Balás Mihály otthon Boldogasszonyfalván maradt betegségére való hivatkozással.
A korabeli iratok arra utalnak, hogy az 1599-es események után Balás Mihály lófőnek kovács műhelye volt Csíkdánfalván, Csík-Nagyboldogasszonyfalva déli oldalán. Ezért kerülhetett az 1602-es Basta-féle regestrumba lófő Balás Kovács, aki előkelő származására és mesterségére egyaránt büszke volt, mert így került bejegyzésre. Később pedig az 1614. évi Bethlen-féle összeírásban újra feltűnt, ezúttal lakhelyén a csíkjenőfalvi lófők között. Neve az 1643. évi lustrajegyzékben is megtalálható, a régi lófők között. Neve mellett felnőtt vagy kiskorú gyerekek nincsenek feltüntetve, más Balás pedig nincs a településen.

## Részvétele az 1599-es eseményekben
A székelység fennmaradása és ősi jogainak megtartása érdekében folytatott középkori küzdelmek egyik fontos záró mozzanatának lehet tekinteni Balás és társai által kibontakozott mozgalmat.
A hányatott korszakban, Csíkszék északi fele valóságos viharsarok lett. Földrajzilag Felcsíkban hat falu Szentdomonkos, Csíkszenttamás, Csíkjenőfalva, Karcfalva, Dánfalva és Csíkmadaras – akárcsak ma – egymáshoz nagyon közeli, körülbelül 12 kilométer hosszan elhelyezkedő települések sorát képezte. Ebből a hat faluból, az alsó négy falu (Dánfalva, Jenőfalva, Karcfalva és Madaras) egykor Nagyboldogasszonyt vagy Csík-Nagyboldogasszonyfalva egyházközséget alkotta.

Amikor az 1599. október 28-i sellenberki vesztes ütközetből menekülő Báthory András fejedelem kisebb csapatával Csík felé vette útját, hogy Moldovába, onnan pedig Lengyelországba jusson, a székelyek üldözőbe vették. A csatatérről a fejedelem útja Székelyudvarhelyre vezetett, ahol megszállt és két napig tanácskozott főembereivel. Végre a csatavesztés utáni harmadik napon, október 31-en reggel elindult Udvarhelyről a menekülő fejedelem sok székely főemberrel egy körülbelül másfélszáz fős csapat élén Csíkszéken keresztül Moldovába.
Amint az otthon maradt Balás Mihály a csatavesztés hírét hallotta, a környéken lakó székelyeket a harangok félreverésével házanként és falvanként fegyverbe szólította, hogy eredjenek az ellenségnek tekintett nemesek és a vesztes fejedelem üldözésére. Balás Mihály indulatait nem kímélve beszélt a néphez, hogy ha elfogják a fejedelmet, annyi nyomorúságuk okozóját, nagy hálára számíthatnak a vajda részéről. Gyökerestül ki kell irtani a Báthory nevet, amely örökké csak vészt hozott egyesekre és az országra egyaránt. El kell távolítani ezt a fényűzésre és zabálásra született, sem katonáskodásra, sem békés munkálkodásra nem termett fejedelmet, hogy a gyalázatos nemzetségből senki se maradjon, akinek zsarnokságától az országnak pusztulnia kellene.
Ez az elgondolás hajtotta a székelyeket, hogy inkább akarják a fejedelmet és vele együtt a nemességet elpusztítani, mint hogy maguk elvesszenek és örök szolgaságban éljenek. Balás Mihály székely felkelők élén harcba szállt a fejedelem nemesi csapatával, és súlyos vereséget mért rájuk.
A mintegy 800 székely lázadása a nemesi elnyomás ellen irányult és az ősi székely szabadságjogok helyreállításában később eredményesnek bizonyult. A lázadók, beleértve a vezetőket is, nemcsak túlélték az eseményeket, de később vágyott szabadságukat is visszakapták. Székelyföldön az elveszített jogok visszaszerzése Balás Mihálynak is köszönhető és nagy érdem, hogy lezárult az egymást követő véres összeütközések évszázados sorozata.

### A fejedelem lefejezése

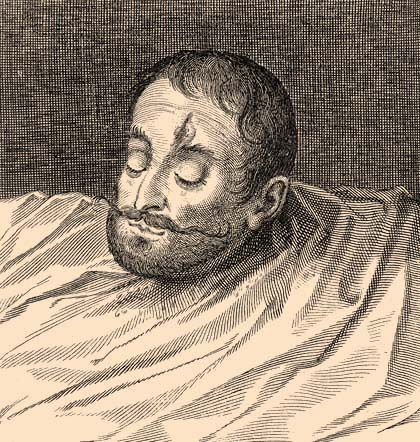
Báthory András feje

Székelység még a fejedelmi csapat odaérkezése előtt sövénnyel, árokkal és rögtönzött töltéssel zárta el és erősítette meg a szűk átjárót tudván, hogy a fejedelem és emberei csak arra mehetnek. Esti szürkületkor a szenttamási hegy lábánál a székelyek népes, mintegy 800 fős csapata rajtaütött a lassan haladó, lépten-nyomon csak sövényekbe, árkokba és kidöntött fatörzsekbe ütköző fejedelmen, valamint a szakadékos úton hol megálló, hol visszainduló kíséretén.
Így a havasok között a székelyek a fejedelem csapatát szétverték és elszakasztották tőle, úgyannyira, hogy csak harmadmagával maradott. Balás Mihály és csapata a fejedelem nyomában volt. A fejedelemre Mikó vigyázott. Amikor az üldözők lármája hallatszott, Mikó a székelyek elé ment, és velük alkudozni kezdett, de ezek a fiatal Mikót összevagdalták. Az álmából felrettent fejedelemre, Balás Mihály harmadmagával rátámadt.
A kardot rántó fejedelmet bárdjával főbe verte, és bal szeme fölött bezúzta a homlokát. A mély sebben a fejedelem elterült és csak sóhajtással válaszolt a súlyos támadásra. Még lélegzett és élt, mikor karbunkulussal ékes gyűrűjét, melyet a kisujján szokott hordani az ujját levágva leszedték. Ezután a fekvő fejedelemnek a fejét vették. A Szebennél vívott csata tizennegyedik napján november 8-án, Balás Mihály a fejedelem véres fejét vászonba takarva átadta Vitéz Mihály havasalföldi román vajdának. Erről a levágott fejről a vajda rajzot csináltatott.
Nem teljesen világos okokból, a néphit Nagy Kristály (Kerestel) Andrást tartja a kardinális gyilkosának, a kortárs történetírás egybehangzóan Ördög Balázst hibáztató tájékoztatása ellenére. Ez is lett felírva az eseményt megörökítő emlékkeresztre, amit 1816-ban Puskás Tamás helybeli pap állított Pásztorbükkben.